# 美國醫療保險
美國醫療保險（英語：Health insurance in the United States）討論的是美國任何可協助支付醫療費用的保險計劃，無論是從私人保險公司購買的保險、或是社會保險，還是由政府資助的社會福利。同義的名詞還有"醫療覆蓋"、"醫療衛生覆蓋"、和"醫療福利"。從更專業的角度講，"醫療保險"這個名詞是用來描述任何形式，可對醫療服務費用提供保障的保險。這種用法包括私人保險計劃，和諸如聯邦醫療保險（Medicare）之類的社會保險計劃，Medicare的功能在匯集資源，並把與醫療費用相關的財務風險分散到整個人群，讓受到覆蓋的人都受到保護，另外還有聯邦醫療補助（Medicaid）和兒童醫療保險計劃（CHIP）之類的社會福利計劃 ，這兩種計劃均為無力負擔醫療費用的人們提供協助。
除了為醫療費用提供保險之外，"醫療保險"還可指涵蓋殘疾者的（失能保險）或長期護理（長期照顧保險），或日常生活照顧的保險（custodial care）。不同的醫療保險所提供的財務保護級別不同，承保範圍有很大差異，截至2007年，超過40％的美國受保人表示他們手上的計劃不能充分滿足他們需求。
今日的美國人與《患者保護與平價醫療法案》（PPACA）成為法律之前比較，無醫療保險覆蓋的比率確有降低，但是多數人仍然是保險覆蓋不足，在2018年，美國人在18歲到64歲的人口（1.94億）之中，有45%（8,700萬）面臨著保險覆蓋不足的問題。 自 2013年以來，無醫療保險覆蓋的美國人所佔比例已減少一半。2010年通過的《PPACA》提出許多改革，目的是把醫療保險覆蓋面擴大，讓更多無醫療保險覆蓋的人群得到保障。但是，高昂的成本的增長仍未減弱。從2016年到2025年，美國的醫療衛生支出，預計將以每人每年4.7％的速度增長。公共醫療衛生支出在1990年佔聯邦政府支出的29％，在2000年則佔35％。預計到2025年，這一數字的比率會增加到50%。

## 投保者與未保險者
蓋洛普於2014年7月發布一份報告，指出美國18歲及以上成年人的無保險覆蓋率從2013年的18％降到2014年的13.4％，主要是因為《PPACA》出台而有新的保險選擇，以及市場改革的緣故。蘭德公司也發現類似的結果。

### 私人保險的趨勢
由雇主所資助的非老年人醫療保險，比率從2000年的66％下降到2010年的56％，然後比率隨著《PPACA》的通過而穩定下來。兼職工作者（每週少於 30小時）與全職工作的僱員相比，獲得雇主提供醫療保險的可能性較小（兼職僱員與全職僱員，兩者的比率為21％和72％）。
雇主為僱員購買醫療保險，其中有個重要趨勢-支付的保費，以及僱員的自負額以及共同額，全部都在增加之中，使用和保險機構合作的醫療服務機構（網絡內）的費用，增長速度低於使用網絡外的機構。

### 公共保險趨勢
從2000年至2010年，公共保險的比率有所增加，部分原因是人口高齡化，和在這段期間的後期經濟下滑的緣故。因為2010年的醫療改革法案，在Medicaid和CHIP花費的經費大幅增加。Medicaid覆蓋的人口比率從2000年的10.5％增長到2010年的14.5％，進而到2015年的20％。Medicare覆蓋的人口比率從2000年的 13.5％增長到2010年的15.9％，然後在2015年下降到14％。Medicare在2016年到2019年的人口覆蓋比率各為16.7%、17.4%、17.8%、和18.1%。

### 無醫療保險覆蓋者的情況
從1990年到2008年，無醫療保險覆蓋這的比率穩定維持在14-15％，然後在2013年第三季度上升至18％的高峰，在2015年迅速降至11％。然後這個比例穩定維持在9％。美國無醫療保險覆蓋的人口比率在2016年到2019年各為：10%、10.2%、10.5%、和10.9%。
在2011年所做的一項研究發現，無醫療保險覆蓋患者的住院總次數為210萬次，占美國住院患者總費用的4.4％（171億美元）。治療無保險覆蓋患者的費用，通常由醫療機構利用慈善護理的方式出帳，然後透過成本轉移，還有拉高醫療保險費用，轉嫁給有保險覆蓋的人，或者進而由納稅人繳納更高的稅款來支付。

#### 死亡
根據《美國公共衛生雜誌》發表的一項研究報告，由於無醫療保險覆蓋者無法及時獲得醫療服務，他們每年的死亡風險都比擁有醫療保險者高出40％。這項研究估計在2005年，美國有45,000人是因缺乏醫療保險而死亡。在2008年所做的一項系統綜述所得，有持續性證據顯示擁有醫療保險，可提高醫療服務的利用率，並改善個人健康狀況。
約翰斯·霍普金斯醫院所做的一項研究發現，心臟移植手術併發症最常在無醫療保險者身上發生，而擁有私人醫療保險計劃的患者，他們的情況好過由Medicaid或者Medicare所覆蓋的患者。

#### 改革
在2010年通過的《PPACA》的主要目的是透過擴大Medicaid計劃，提供經濟激勵給雇主，讓他們為僱員提供醫療保險，以及要求沒有雇主協助購買，或者沒有公共保險覆蓋的人從新成立的醫療保險市集購買保險。這種對幾乎所有人要求他們必須擁有醫療保險的做法，通常被稱為"個人強制納保（individual mandate）"。美國國會預算辦公室（CBO）估計，由於《PPACA》法案，到2022年，美國有約3,300萬人，他們原本沒機會獲得醫療保險覆蓋的，會因此得到覆蓋。
廢除個人強制納保條款
這項《2017年減稅與就業法案》等於實際上把個人強制納保條款廢除，表示從2019年開始，政府不再因為個人未能擁有醫療保險覆蓋，而對他們作處罰。CBO預測，這種變化將導致到2019年會增加無保險覆蓋者達到400萬，到2027年人數會增加到1,300萬。

### 保險覆蓋不足
受保人可能因為負擔不起綜合性醫療保險覆蓋，例如由於既有身體狀況而被排除，或者高額的自負額或是共付額，而呈現保險覆蓋不足的情況。蓋洛普在2019年所做的的調查發現，雖然只有11％的人回應說沒保險覆蓋，但有25％的美國成年人表示由於成本原因，他們，或者他們的家庭成員，在一年內曾有發生嚴重疾病而延誤就醫的情形，比在2003年的12％和2015年的19％都要高。把所有情況包括在內，有33％的人回應有延遲治療，高於2003年的24％，和2015年的31％。

## 歷史
意外保險最早是由美國麻薩諸塞州的富蘭克林醫療保險公司（Franklin Health Assurance Company of Massachusetts）所提供。這家保險公司成立於1850年，為鐵路和汽船事故造成的傷害提供保險。到1866年，美國已有60個機構提供意外保險，但此後這個行業迅速整併。雖然較早有保險公司曾做過實驗營運，但美國有效的實施疾病保險始於1890年。第一個由雇主購買的團體失能保險保單於 1911年開出，但當時這個保險計劃的主要目的是彌補工人無法工作而造成的薪資損失，而不是用來覆蓋醫療費用。
在覆蓋醫療費用的保險發展出來之前，患者按照所謂的“按服務付費”模式自掏腰包以支付所有醫療衛生費用（請參考美國醫療衛生價格）。在20世紀中葉後期，傳統的失能保險發展成為現代的醫療保險計劃。如今大多數綜合性私人醫療保險計劃都涵蓋常規、預防、和緊急療程的費用，還有大多數處方藥的費用，但情況也不一定總是如此。私人保險的興起之時，公共保險計劃也開始擴大，為那些無財力在市場購買醫療保險的人提供覆蓋。
在20世紀上半葉，住院和醫療費用保單導入市場。在1920年代，個別醫院開始以預先收費方式為個人提供醫療服務，最後演變成藍十字藍盾協會的前身在1930年代發展而出。1929年在德克薩斯州的達拉斯的一批教師創立第一個由雇主資助的住院計劃。由於這項計劃僅覆蓋組織內成員在醫院發生的醫療費用，這種模式也是當今健康維護組織（HMO）的先驅。
羅斯福總統執政時，於1935年決定不把大規模的醫療保險計劃包含在新的美國社會安全保險（Social Security program）計劃裡面。他這樣做不是因為當時有任何組織性的反對（例如美國醫學會的反對，讓杜魯門總統在 1949年的提議失敗），相反的，是當年羅斯福總統缺乏來自民眾，國會或利益集團的積極支持。羅斯福的策略是等待需求，和因應計劃的成型，然後，如果他認為已經得到民眾充分的支持，他就會全力以赴。羅斯福政府的經濟安全委員會（Committee on Economic Security，CES）刻意把社會安全保險在醫療衛生的部分只局限在擴大醫療服務和設施。失業保險反被認為是優先事項。羅斯福總統向醫學界保證，醫療事務不會受到政治的影響。荷蘭學者賈普·庫伊曼（Jaap Kooijman）說，羅斯福總統成功的"平息了反對派，也不去勸阻改革者"。但是成熟的時機從未降臨，他無法重新提出這個議題。

### 雇主贊助保險的興起
由於聯邦政府在第二次世界大戰期間實施薪資控制，直接影響是讓雇主贊助的醫療保險計劃大幅擴展。戰爭期間的商品需求增加，而工人數目減少，勞動力市場緊縮，但是聯邦政府執行薪資和價格控制，禁止製造商和其他雇主利用提高薪資的方式來吸受工人。當全國戰爭勞工委員會宣布，諸如病假和醫療保險之類的員工福利不列入被控制的項目時候，雇主即大量提高員工福利，特別是醫療保險，以便吸引工人。這種把醫療保險費用列為減稅項目的措施，後來編入1954年的《美國國內稅收法典》。
杜魯門總統在1945年11月19日演講時，提出公共醫療保險制度。他設想一個國家體系，開放給所有美國人，但仍由人民自行選擇參加與否。參加者將按月支付費用，這個計劃將負擔所產生的醫療成本。政府將對加入這個計劃的醫生，為他們提供的服務支付費用。此外，保險計劃也將支付現金給受保人，以補償他們因生病而損失的薪資。這項提議相當受到公眾的歡迎，但遭到美國商會、美國醫院協會、和美國醫學會的強烈反對，美國醫學會對這項提議提出譴責，說它是"社會主義"。
許多工會預見這會是一場長期，而花費浩大的政治鬥爭，轉而去爭取雇主資助的保險計劃，他們認為這種方式雖然不是一個太理想，但卻是更可能實現的目標，而且隨著這種保險範圍的擴大，總統提出的國家保險體系失去政治動力，最終未能通過。全國的私營部門的白領工作雇主，利用醫療衛生和其他員工福利來吸引優秀的員工，把美國的醫療衛生體系擴大。為了競爭，公共部門的雇主也競相效法。從1940年到1960年，參加醫療保險計劃的總人數增加7倍，從20,662,000人增加到142,334,000人，到1958年，有75％的美國人享有某種形式的醫療保險。

### 克爾·米爾斯法案
但是當時的私人保險，對許多人來說（譬如窮人、失業者、和老年人）仍然是負擔不起，或者根本沒適當的保單。在1965年以前，只有一半的老年人享有醫療保險，雖然他們的收入卻較低，但是必須支付的保費卻是年輕人的三倍。因此，仍有驅動的力量去為那些被排除在私人市場之外的人建立公共醫療保險。
1960年的《克爾·米爾斯法案（Kerr-Mills Act）》（請參考1965年美國社會安全保險法案修正案 中 Previous administrations 部分）為各州提供配套經費，以幫助患者支付醫療費用。在1960年代初期，國會認為一項為享有社會安全保險補助的人，為他們提供私人醫療保險計劃補助的建議行不通，而予以推翻，另外提出對《美國社會安全保險法》的修正案，由公家來營運醫療保險。最終，詹森總統於1965年把Medicare和Mediaid計劃簽署為法律，為老年人和窮人建立公共醫療保險。Medicare後來擴充到覆蓋殘疾人士、腎功能衰竭、和肌萎缩性脊髓側索硬化症的患者。

### 州風險池
在《PPACA》頒布之前（2010年頒布，2014年正式實施），美國約有34個州提供擔保發行風險庫（guaranteed-issuance risk pools），讓那些無法獲得私人醫療保險的個人，可購買由州贊助的醫療保險計劃，但是通常費用較高，而且自負額也高，並有終身保額的上限。每個州的計劃在對消費者的成本和利益、以及籌措經費、還有營運方法方面都大不相同。這樣的各州計劃裡面，最早的是在1976年實施。
嘗試設立全國性風險池的努力多年來都沒成功過。有了《PPACA》，因為法律禁止所有保險公司，對有既有身體情況的投保人，予以歧視，或收取更高的費用，對已具有既有身體狀況的人更容易購買到一般的醫療保險。因此，大多數州風險池都被關閉。截至2017年，雖然仍有一些法規尚未被更新，但法律仍能對覆蓋有缺口的人-例如無證件移民，或者65歲以下但符合Medicare資格的人提供幫助。

### 邁向全民醫療衛生覆蓋
許多美國人有工作，但一直缺乏保險，這種情況帶來持續的壓力，希望有覆蓋全民的國民健康保險體系能被建立。在1970年代初期，有兩種覆蓋全民的模式，擁護者之間發生激烈的辯論-民主黨籍參議員泰德·甘迺迪提出一種單一支付者醫療衛生系統，而尼克森總統則相對提出自己的建議，提議基於強制規定和激勵措施，要求雇主提供保險，同時擴大對低薪工人和失業者提供公共保險覆蓋。兩種模式之間從未達成妥協，後來尼克森的辭職，和往後十年發生的一系列經濟問題，讓國會的注意力從醫療衛生移往別處。

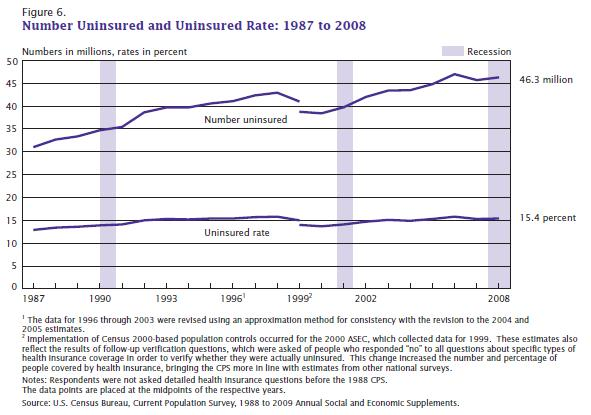
美國在1987年到2008年間，無醫療保險覆蓋人數還有他們的佔比。

柯林頓總統就職後不久，就全民健康保險制度提出新的建議。柯林頓的提議像尼克森的計劃一樣，著重在對於個人和保險公司的強制授權，以及對付不起保費的人提供補貼。柯林頓的法案還要建立"醫療採購聯盟"，集合多個企業和大批個人來共同分擔風險。這項計劃遭到保險業和雇主團體的堅決反對，只得到自由派團體，特別是工會的溫和支持，其實工會更傾向支持單一支付者系統。最終，由於1994年美國國會選舉，共和黨得到眾議院席次多數，柯林頓的法案無法通過。
最終，實現全民健康保險仍是民主黨人的首要任務，而完成醫療改革法案是歐巴馬政府的首要任務。《PPACA》類似於尼克森和柯林頓的計劃，規定保險的覆蓋，對未能提供保險的雇主予以處罰，並建立人們共同承擔風險，和集體購買保險的機制。這項法案的早期版本包括建立一家公共保險公司，可與私人保險公司競爭，來為那些沒有雇主贊助保險的人提供覆蓋（所謂的公共選擇權），但最終這計劃因為整個改革法案要確保得到溫和派的支持，而被迫取消。《PPACA》法案於2009年12月獲得參議院投票通過，所有民主黨人都投下贊成票，眾議院於2010年3月經過絕大多數民主黨人的支持而通過。在參眾兩院，沒有一位共和黨人投下贊成票。

## 州和聯邦法規
從歷史上看，美國的醫療保險一直由各州根據麥卡倫-弗格森法案作規範。可銷售醫療保險的詳細信息，由各州自己的法律和法規來作規範。全國保險專員協會（NAIC）頒布的示範法案和規定，讓州與州之間有相當程度的一致性。這些示範法案並無法律效力，被各州採納之後才算數。但是，大多數州都用作指導，有些州幾乎一字未改，或者是僅稍作修改後就採用。
但是，自2014年開始生效的《PPACA》，這種聯邦法律為既有的州立體系建立出某種程度的統一性。保險公司不得因為個人既有的身體狀況而發生歧視，或收取更高的保費，並且必須提供一套標準的覆蓋。

### 加利福尼亞州
2007年，有87％的加利福尼亞州居民擁有某種形式的醫療保險。範圍從私人產品：健康維護組織（HMO）、優先服務組織（PPO），到公共計劃的：加州醫療補助計劃、Medicare、和兒童醫療保險計劃（也稱Healthy Families，SCHIP或CHIP）。保險公司會對HMO之類的醫療機構按照論人計酬支付的方式支付費用。
加州的患者權益倡議辦公室（Office of the Patient Advocate）成立於2000年7月，為在加州的HMO、PPO、和醫療組織公佈年度醫療衛生品質報告卡，並建立和分發有用的訣竅和資源，提供有用的工具，以為州民找到最好的醫療衛生護理。
此外，加州設有服務中心，當加州民眾碰到醫療保險的問題時，可為他們提供幫助。這個服務中心由加州管理式護理部所管理，管理式護理部也是監督和管理HMO和某些PPO的政府部門。

### 麻薩諸塞州
麻州於2006年通過醫療衛生改革（請參考麻薩諸塞州醫療衛生改革），以降低州內公民的無醫療保險覆蓋者的比率。聯邦的《PPACA》（俗稱"歐巴馬健保"）大致是依據麻州的醫療改革模式而制定。由於這種名詞的口語化，麻州的改革就用當時主導改革的州長米特·羅姆尼的名字，被暱稱為"羅姆尼健保（Romneycare）"。

## 公共醫療衛生覆蓋
公共計劃為符合某些資格的大多數老年人，以及低收入兒童和家庭，提供醫療衛生覆蓋。主要的計劃Medicare是一項針對老年人（通常為65歲及以上的老年人）和某些殘疾人士的聯邦社會保險計劃；Medicaid由聯邦和各州政府共同提供經費，但由各州管理，用來覆蓋某些低收入兒童及其家庭的醫療衛生需求；CHIP也是聯邦與州政府共同提供經費，為某些沒有資格獲得Medicaid，但也無力負擔私人保險的兒童和家庭提供服務。其他的公共計劃包括透過軍人醫療保險和退伍軍人醫療管理局提供的軍事醫療衛生福利，以及透過印第安人醫療服務局為北美原住民提供醫療衛生福利。一些州另有為低收入人士所提供的計劃。2011年，受到覆蓋的人的住院費用約有60％是由Medicare和Medicaid 支付，而在1997年這個比率只有52％。

### 聯邦醫療保險（Medicare）
Medicare是一項聯邦社會保險計劃，為65歲及以上的人群，或者不論年齡，屬於完全和永久性殘障的個人、腎功能衰竭患者、以及漸凍症患者提供醫療保險。最近的研究發現，以往無醫療保險覆蓋的成年人，特別是那些罹患有慢性病的成年人，一旦加入 Medicare計劃，他們的健康就會趨於改善。傳統的Medicare需要分擔不少醫療相關費用，但90％的 Medicare參保人都擁有某種補充保險（包括雇主贊助或退休人員保險、Medicaid 、或者私人Medicare補充保險計劃，以覆蓋其費用分擔的一部分或者全部。有了補充保險，Medicare可以確保它的參加者，不論是意外疾病或傷害，醫療衛生費用都可受到覆蓋。
隨著被Medicare覆蓋的人口的增長，其成本在GDP的佔比預計將從略高於3％，上升到6％，這會大幅增加聯邦預算的赤字。2011年，Medicare是美國住院費用（估計住院人數為1,530萬）的主要付款者，佔住院總費用的47.2％（1,827億美元）。 《PPACA》已採取一些措施來減少這種支出，另外還有其他提案進一步將這種費用減少。
2017年，Medicare所支付的住院費用，佔美國住院總費用的40.5%（1,559億美元）。

#### 優惠醫療保險
Medicare Advantage計劃把Medicare的保險選項擴大。這個計劃是根據《1997年平衡預算法案》所設立，希望把Medicare快速增長的支出做更有效的控制，並為Medicare受益人提供更多選擇。但是平均而言，Medicare Advantage的費用比傳統Medicare高出12％。《PPACA》已經採取一些措施，讓Medicare Advantage計劃相關的付款與傳統Medicare保持一致。
有證據顯示，Medicare Advantage計劃覆蓋的是發生重大醫療風險機率較低的患者，私人保險公司的利潤被擴大，而傳統Medicare的經費卻被犧牲掉。

#### Medicare D 部分
聯邦醫療保險D部分提供一種私人保險選項，允許Medicare的受益人購買處方藥時享有補貼。這個法案是2003年《醫療保險處方藥，改良和現代化法案》（MMA）中的一部分，於2006年1月1日生效。

### 聯邦醫療補助（Medicaid）
Medicaid於1965設立，目的是協助非常貧窮者支付醫療費用。由於加入者必須通過經濟狀況調查，因此Medicaid是一項社會福利，或稱社會保護計劃，不算是一項社會保險計劃。美國自1994年以來，缺乏任何形式的醫療保險的居民比例，一直在增加中。據報導，由於Medicaid的報銷率較低，近年來接受受到Medicaid覆蓋患者的醫生人數有所減少。
《PPACA》把Medcaid作大幅的擴張。這項計劃把收入低於聯邦貧窮標線133％，但又不具Medicare資格的人納入覆蓋，但只有加入Medicaid擴張計劃的州才提供這樣的覆蓋。同時Medicaid福利必須與新成立的各州醫療保險市集（也稱醫療保險交易所）提供的基本醫療保險福利相同。聯邦政府最初對於Medicaid擴張提供全額資助，部分經費（醫療費用的10％）將在2020年開始逐步交由各州自行負擔。

### 兒童醫療保險計劃（CHIP）
CHIP是州和聯邦合辦的聯合計劃，為收入高過Medicaid標準，但仍無力購買私人保險的家庭中的兒童，提供醫療保險。CHIP的法定權力源自《美國社會安全保險法》第二十一章的規定。CHIP計劃的運作，由聯邦醫療保險和聯邦醫療補助服務中心（CMS）制定，由各州執行，可作為與Medicaid分開的獨立計劃（獨立的兒童醫療計劃）或者作為Medicaid計劃的擴展（CHIP Medicaid擴張計劃） ，或者把Medicaid與CHIP組合（CHIP組合計劃）。各州從聯邦政府收到的CHIP計劃匹配經費補助，高過常規的Medicaid匹配經費金額。

### 軍方醫療衛生福利
美國國防部軍事醫療衛生系統（MHS）提供醫療福利給現役軍人、退役軍人、及其家屬。MHS由軍事醫療設施的直接護理網絡，和稱為TRICARE（軍人醫療保險）所安排的護理網絡組成。此外，退伍軍人還有資格經過退伍軍人醫療管理局獲得福利。

### 印第安人醫療服務局
印第安人醫療服務局（IHS）設有醫療設施，為符合條件的美洲印第安人提供醫療服務，當患者在非IHS的醫療機構接受治療的時候，則提供醫療費用補助。

## 私人醫療衛生保險覆蓋
（請參考英文版中Health insurance (major medical insurance)）
私人醫療保險可用團體形式購買（例如，公司為其僱員提供保險），也可以由個人自行購買。大多數擁有私人醫療保險的美國人都是透過雇主贊助的計劃來獲得。根據美國普查局的數據，約60％的美國人透過雇主獲得保險，而約9％自行購買。2011年，私人保險所支付的的住院次數有1,220萬次，支付的金額佔美國住院總費用的 29％（1,125億美元）。。2017年，私人保險公司的支付佔美國住院總費用的29.2%（1,045億美元）。
在美國，保險制度是由聯邦和州聯合管理，根據《麥卡倫-弗格森法案》，各州負擔主要的責任。各州規範保險單的內容，通常會對特定類型的醫療服務或醫療機構的覆蓋有所要求。由於《1974年僱員退休所得安全法》有優先條款，各州的HMO規定通常對於大型雇主所提供的醫療計劃不適用。
截至2018年，美國有5,965家醫療保險公司，,但是排名在前10名的約佔整體收入的53％，排名前100名的佔整體收入的95％。:70

### 雇主贊助
雇主贊助的醫療保險由企業代表其僱員支付保險費，這種保險是他們提供給僱員福利計劃的一部分。在美國，大多數私人（非政府）醫療保險都是因為就業而產生。幾乎所有大型雇主都為僱員提供團體醫療保險。典型的大型雇主PPO計劃所提供的福利條件，通常比Medicare或聯邦僱員醫療福利計劃標準選項更為慷慨。
雇主會支付保險費的大部分。通常支付大約其中的85％，為僱員的親屬支付其中大約75％。員工通常以他們自己的稅前/免稅收入支付保費剩餘的部分。自1999年以來，這些支付的百分比一直保持穩定。雇主提供的醫療福利也受到稅收優惠：如果雇主是通過美國國內稅法第125條餐廳計劃提供福利，僱員就用他們自己的稅前收入支付保費。
擁有雇主贊助醫療保險的僱員，所獲得的現金薪資往往會少於沒有這種福利的情況。由於雇主採購保險的規模經濟的因素，僱員所收到的福利價值會大於他們相對少收到的薪資所能產生-保險池中逆向選擇的壓力減少（當所有僱員都參加，而不僅僅是生病的人參加保險時，保費可以降低），並且所得稅可以降低。而對僱員不利之處包括，與更換工作有關的干擾、累退稅效應（高收入者在保費產生減稅的效益，要比低收入者高）、以及在醫療衛生支出的增加。
凱撒家庭基金會在2007年所作的一項研究顯示，由雇主贊助的醫療保險費用快速上升：在2001年至 2007年期間，家庭保險費增長78％，而薪資僅增長19％，通貨膨脹率增長17％。雇主的成本在按小時計算的薪資中明顯增加，並且差異顯著。特別是雇主的平均成本因公司規模和業別而異。一般而言，從事高薪職業的僱員每小時的醫療福利成本較高，但佔薪資總額的百分比較小。自1960年代以來，用於醫療福利在總薪酬佔比一直在上升。2008年，包括雇主和僱員在內的平均保費，單獨個人保險為4,704美元，家庭保險為12,680美元。
但是，在2007年的一項分析中，僱員福利研究所（EBRI）得到的結論是，美國在職工作者獲得醫療福利的情況穩定。對雇主資助的計劃的"參與率"，就是合乎資格者所佔的百分比稍有下降，但並沒有急劇下降。EBRI為做研究而採訪雇主，發現如果有主要的雇主把醫療福利停止的話，其他的雇主可能也會仿效。自2014年1月1日起，《PPACA》對僱用50人以上，但並未為全職僱員提供醫療保險的雇主，按每人徵收2,000美元的稅款。（2008年，至少有50名僱員的公司中，超過95％都提供醫療保險。)另一方面，公共政策的改變，也可能導致雇主減少對提供醫療福利的支持。
雖然大公司提供退休人員醫療福利的可能性比小公司大，但這樣大公司的百分比從1988年的66％，下降到2002年的34％，到2016年，更下降到24%。
美國教授和政治學家雅各布·哈克爾表示，源自第二次世界大戰期間的雇主資助的醫療保險，一路發展下來，是導致美國難以對醫療保險體系作改革的原因。

#### 小型雇主團體保險
根據在2007年所作的一項研究，美國小公司（3-199名員工）中，約有59％的雇主提供僱員醫療保險。自1999年以來，這樣做的小企業所佔的百分比一直在穩步下降。研究指出，不繼續提供的主要原因是因為成本的考慮。新興的小公司與已經有多年歷史的小公司相比，少有提供醫療保險覆蓋。例如在2005年，擁有少於10名員工的公司且歷史高於 20年的，其中有43％會提供醫療保險覆蓋，但是歷史少於5年的公司中只有24％會提供。對於新興的小型企業來說，其中有提供覆蓋的佔比波動性大。
小型雇主可獲得的覆蓋形式與大型公司的相似，但是小型企業不像大公司般的財力雄厚。特別是對於大多數小型雇主而言，自籌資金醫療保險計劃（雇主用自有資金，而不是透過保險公司，即可為僱員提供醫療或殘障福利）並不是一種務實的作法。智庫蘭德公司於2008年4月發表的一項研究報告，醫療保險對小公司的負擔（佔工資的百分比）要高過大公司。美國企業研究院在2008年8月發布的一項報告，針對各州的福利規定對自僱人士的影響，發現"一個州的福利規定越多，自僱人士製造就業人口的機率就會越低。" 平均而言，小公司的福利成本負擔高於大公司。
在小型團體醫療保險簽訂之前，僱員會被要求提供有關其本人及其家庭成員的健康資訊。在決定費率的時候，保險公司會運用到這些資訊。有時他們會要求僱員的醫生提供其他資訊，或要求僱員對於某些訊息作澄清。
美國各州通常會利用到保費群組間（費率區間）的保費差異限制來規範小型團體保險的保費。保險公司透過定價，同時也要遵守國家評級規則，來回收小型團體保險業務的成本。隨著時間移動，團體保險的成本會趨向迴歸平均值，初始承保的效果會“逐漸消失”。最近期的理賠經驗（無論是好過或是差於平均水準）都可妥善的預測短期內的未來成本。但是，隨著時間流逝，特定的小型團體成員的平均健康狀況會達到一般團體的水準。當各州頒布小型團體保險改革法律時，用於定價的過程會發生變化。
保險經紀人在幫助小型雇主取得適當的醫療保險，特別是在競爭激烈的市場中，能發揮重要的功能。小型團體保險的平均佣金為保費的2％至8％。經紀人除了作保險銷售之外，還提供其他服務，例如協助員工登記加入，和協助解決福利問題。

#### 大學贊助的學生醫療保險
許多學院、大學、研究所、專業院所、和職業學校都提供由學校贊助的醫療保險計劃。許多學校都要求學生加入這類的計劃，除非學生能夠證明他們擁有其他的，類似的保險覆蓋。
從2010年9月23日開始的團體醫療保險計劃年度，如果雇主贊助的計劃允許僱員的子女參加，則僱員的成年子女，只要他們的年紀未滿26歲，就可參加。在2014年之前，某些團體醫療保險計劃還會要求，那些可參加的成年子女不具備參加其他團體保險的資格。
根據白宮的文件顯示，這一覆蓋範圍的擴大，可把三分之一的年輕成年人都納入覆蓋。

#### 聯邦僱員醫療福利計劃
除了諸如Medicare和Medicaid之類的公共計劃外，聯邦政府還贊助一項針對聯邦僱員的醫療福利計劃，即聯邦僱員醫療福利計劃（FEHBP），為全職聯邦文職員工提供覆蓋。FEHBP由聯邦人事管理辦公室負責管理。

### 1985年統一綜合預算調節法提供的覆蓋
這個法案簡稱為COBRA，讓某些被雇主資助保險覆蓋的個人，如果因為某些"資格事件（請參考此法案中Provisions的說明）"會導致他們失去原有的覆蓋時，讓他們延長這個覆蓋。雇主可能要求具有COBRA資格的個人支付全部覆蓋的費用，並且覆蓋不能無限期的延長。COBRA僅適用於擁有20名或更多員工的公司，但是某些州也有適用於小型雇主的"迷你COBRA"法案。

### 協會醫療保險計劃（AHP）
在1990年代後期，有建議聯邦立法以"制定聯邦認可的協會醫療保險計劃，然後在某些法案中將其稱為'小企業醫療保險計劃'"。全國保險專員協會（"由來自美國各州、華盛頓哥倫比亞特區、和地區的首席保險監管者組成，負責保險標準制定和監管"）警告說不要實施AHP，理由是"計劃會失敗，就像1990年代的《The Multiple Employer Welfare Arrangements (MEWAs) 》一樣。 "加利福尼亞州的小型企業，例如酪農業、汽車經銷商、和會計師，各自創立AHP以購買醫療保險，假設的前提是一個大的風險池被建立後，就能獲得更好的保險條件。" 2017年11月，《洛杉磯時報》報導說加州僅剩下4家AHP。許多AHP申請破產，"有時是發生詐欺事件之後所導致。"各州立法者被迫"徹底修訂1990年代的法令"，此舉幾乎讓AHP徹底滅絕。 
根據2000年CBO的報告，國會通過立法，建立"兩個新的機構-協會健康計劃（AHP）和HealthMarts，以促進向小公司員工推廣醫療保險 "。作為對  "美國越來越多的無醫療保險覆蓋者"的一種回應。 
根據中心地帶研究所的美林·馬修斯（Merrill Matthews）的說法，2003年，協會醫療保險計劃為"約600萬美國人"提供平價的醫療保險。有批評者說一些協會與他們的保險公司往來太過密切。馬修斯回應說："您可能希望美國退休者協會的負責人與美國保德信集團 的首席執行官保持良好的工作關係，保德信會出售保單給退休者協會的老年人。"
2017年3月，美國眾議院通過《小企業醫療保險公平法 （The Small Business Health Fairness Act (H.R. 1101)）》，其中規定"建立聯邦認證AHP的要求，包括認證本身、贊助人及董事會、參與和覆蓋、不得歧視、繳費率，還有自願終止。" 
AHP將"不受大多數州的法規和監督的管轄，僅根據《1974年僱員退休所得安全法》（ERISA）來實施，和受到美國勞工部的監督，並且大多數提案還允許跨越州際提供覆蓋。"
批評者說："豁免各州管轄，將導致傳統的小型團體保險市場不穩定，和拉高保費。AHP不受各州法規和監督的約束，將讓他們對覆蓋對象有更多選擇。他們承擔較高風險人口的可能性變小，這種較高風險人口是各州小型團體險風險池的一部分，讓AHP豁免，對於其他小型團體保險，會導致風險池失衡，逆向選擇可能會頻頻發生，AHP會搭配小型團體計劃一起出售不受管制的產品，產生不公平的競爭環境。" 根據CBO的說法，與更便宜和更不完全的AHP計劃競爭"對於購買者，傳統的小型團體保險市場的保費會提高。"。
全國保險專員協會、全國州長協會、和"幾個保險和消費者團體"都反對AHP的立法。
全國保險專員協會在《2017年制定下一代小型企業團體醫療保險法（Developing the Next Generation of Small Businesses Act of 2017. H.R. 1774）》的提案中，發出對於AHP的一份消費者警示（Consumer Alert）。他們的聲明說，AHP"對小型團體市場的穩定性有所威脅 "，並對消費者提供"不足的福利和不足的保護。"在AHP之下，"少有消費者的權利受到保護，從各州在償付能力的要求中得到豁免，使消費者面臨到因為AHP無力支付而有醫療索賠的嚴重風險。"
2017年11月，川普總統指示 "勞工部去研究一些方法，以便允許更多的小企業避免負擔《PPACA》的許多昂貴要求。" 在《PPACA》之下，小企業和個人市場已經擁有"《PPACA》和州的健康法案制定的重要消費者保護，包括基本醫療保險福利。"在2017年12月28日川普總統接受《紐約時報》採訪時，他解釋說："我們已經建立許多協會，數以百萬計的人加入這些協會。 ……以前在歐巴馬健保中，或者沒有醫療保險。或者他們沒有醫療衛生服務.. ...可能這些人口高達50％。因此，現在人們有了協會，而人們卻甚至不談論到協會。但那可能是有一半的人將要加入……所以現在人們有了協會，再加上個人強制納保。我認為，是由於個人強制納保和協會的緣故，人們會加入AHP。” 
根據川普總統的行政命令，勞工部在2018年6月19日發布AHP的最終規則。在2019年4月1日這項規則生效之前，一名聯邦法官判定它無效。

### 個人購買醫療保險
在《PPACA》生效之前（2014年），個人在市場在購買醫療保險的時候，經常需要要做醫療核保，這使得已有既有身體狀況的個人難以買到保險。《PPACA》禁止在醫療保險市集銷售的個人保險有這種醫療核保條款。
在2007年（《PPACA》實施之前），約有9％的美國個人直接購買醫療保險，個人市場的平均自付費用較高，自負額、共付額、和其他費用分攤都較高。自僱人士可享受醫療保險的減稅優惠，並且可購買具有額外稅收優惠的醫療保險，但是大多數消費者在個人市場上卻無任何稅收優惠。

### 醫療保險的類型

#### 傳統的賠償或按服務付費
保險公司提供的早期醫院和醫療計劃，為特定疾病或醫療程序支付固定金額（保單附表所列的福利），或者是醫療機構費用的一定比率。患者和醫療機構之間的關係沒有改變-患者接受治療，並負責付款。如果醫療服務涵蓋在保險單裡面，則保險公司會根據合同的規定，對患者提供補償或賠償（"補償福利"）。不是和醫療機構網絡定約的醫療保險計劃，或者不是根據醫療機構費用表的一定比率作支付的醫療保險計劃，仍被稱為賠償，或是按服務付費計劃。

#### 藍十字藍盾協會
藍十字藍盾協會（簡稱BCBSA）是一個由美國38個獨立的醫療保險組織和公司所組成的聯盟。合併計算，這個聯盟直接或間接的為為數超過1億的美國人提供醫療保險。BCBSA裡面的保險公司是獨立於聯盟之外（傳統上也是彼此獨立）的特許經營者，在規定的區域內，利用聯盟的一個或兩個品牌，提供醫療保險計劃。BCBSA保險公司在美國各州提供某種形式的醫療保險，並在美國許多州或地區擔任Medicare的管理人，並提供聯邦僱員醫療福利計劃（Federal Employees Health Benefit Plan）的覆蓋給州政府僱員以及聯邦政府僱員。

#### 健康維護組織
健康維護組織（HMO）是一種管理式醫療護理組織（MCO），它提供某種形式的醫療保險，可經過與HMO簽訂合同的醫院、醫生、和其他機構來完成。《1973年健康維護組織法》要求擁有25名或以上僱員的雇主，需要在醫療保險中包含有聯邦認證的HMO選項。，HMO與傳統的賠償式保險不同，僅提供按照HMO的指南和限制，HMO對於為患者治療的醫生和其他專業人員，以提供穩定客戶群給他們作為回報。保險福利是透過醫療機構的網絡所提供。機構人員可以是 HMO的員工（"員工模型"），或是與HMO簽約的機構群僱員（"群模型"），也可以是獨立執業醫師協會（"IPA 模型"）的成員。HMO也可把前述三者結合使用（"網絡模型"）。

#### 管理式醫療護理
“管理式護理”這名詞，是用來描述運用各項技術去降低醫療福利成本，同時改善護理的品質。它也用來描述使用這些技術的組織（"管理式醫療護理組織"）。這些技術之中，有許多是由HMO率先開發，但現在已在各種私人醫療保險計劃中被廣泛運用。在1990年代裡面，管理式醫療護理在美國的雇主資助的保險覆蓋佔有率，從大約25％開始，增長到後來佔絕大多數的地步。
| 年份 | 傳統 計劃 | HMOs | PPOs | POS 計劃 | HDHP |
| ---- | --------- | ---- | ---- | -------- | ---- |
| 1998 | 14%       | 27%  | 35%  | 24%      | —    |
| 1999 | 10%       | 28%  | 39%  | 24%      | —    |
| 2000 | 8%        | 29%  | 42%  | 21%      | —    |
| 2001 | 7%        | 24%  | 46%  | 23%      | —    |
| 2002 | 4%        | 27%  | 52%  | 18%      | —    |
| 2003 | 5%        | 24%  | 54%  | 17%      | —    |
| 2004 | 5%        | 25%  | 55%  | 15%      | —    |
| 2005 | 3%        | 21%  | 61%  | 15%      | —    |
| 2006 | 3%        | 20%  | 60%  | 13%      | 4%   |
| 2007 | 3%        | 21%  | 57%  | 15%      | 5%   |
| 2008 | 2%        | 20%  | 58%  | 12%      | 8%   |
| 2009 | 1%        | 20%  | 60%  | 10%      | 8%   |
| 2010 | 1%        | 19%  | 58%  | 8%       | 13%  |
| 2011 | 1%        | 17%  | 55%  | 10%      | 17%  |
| 2012 | <1%       | 16%  | 56%  | 9%       | 19%  |
| 2013 | <1%       | 14%  | 57%  | 9%       | 20%  |
| 2014 | <1%       | 13%  | 55%  | 23%      | 27%  |
| 2015 | 1%        | 17%  | 50%  | 26%      | 26%  |
| 2016 | 2%        | 23%  | 35%  | 32%      | 28%  |

註：

HMO是健康維護組織的簡稱。

PPO是優先服務組織的簡稱。

POS 是服務點計劃的簡稱。

HDHP是高自負額醫療保險計劃的簡稱。

##### 網絡式管理式醫療護理
許多管理式醫療護理計劃都是醫療服務機構的小組或網絡，透過訂立合同所組成。此類組織包括：
- 一組選定的醫療機構，為參保者提供綜合的醫療衛生服務；
- 有明確的機構甄選標準；
- 有正式的使用狀況審查，和品質改進計劃；
- 強調預防醫學；以及
- 有財務激勵措施，以鼓勵參保者善用護理。

有了醫療機構網絡，可與參與機構協商，得到優惠費率，然後選擇其中具有成本效益的機構，同時建立財務激勵措施來促使參與的機構降低成本。政治倡議組織及醫療保險業協會-美國健康保險計劃於2009年發布的一項調查顯示，前往網絡之外的醫療服務機構作治療的患者，有時會被收取甚高的費用。
網絡型的計劃可能是封閉式的，也可能是開放式的。在封閉式的網絡中，參保者去網絡內的醫療機構就診，費用才可被覆蓋。在網絡外機構發生的費用，僅有少數被覆蓋-通常只包含緊急，或者在外地發生的醫療護理。大多數傳統的HMO是封閉式網絡計劃。在開放式的網絡計劃，當參保者使用非網絡內的醫療機構時，可享受一定的覆蓋，但通常會以較低的福利級別作報銷，目的是鼓勵他們使用網絡內的機構。大部分的PPO計劃是開放式（如果不是開放式的，會被稱為專有服務機構組織（exclusive provider organizations,EPOs）），服務點計劃（POS）和PPO的情況一樣。
"開放組"和"封閉組"這兩種名詞，有時是用於描述社區中的哪些醫療機構有機會參與計劃。屬於"封閉組"的HMO ，機構內的人是HMO員工（員工模型）或者是HMO與之簽有合同的大型集團內的成員。在"開放組"的計劃中，HMO或PPO與獨立執業人員簽訂合同，對符合計劃資格，並願意接受合同條款的社區中任何人開放。

##### 其他管理式醫療護理技術
其他管理式醫療護理技術包括疾病管理、病例管理、工作場所健康維護、患者教育、利用管理。這些技術可以應用於網絡式的福利計劃，也可用於非網絡式的福利計劃。在非網絡式的情況下使用到管理式醫療護理技術，有時被稱為"管理式賠償"。

#### 界限模糊
隨著時間演進，許多藍十字藍盾協會的業務與商業醫療保險公司的越發相近。但是某些藍十字藍盾協會計劃仍繼續充當最後防線的保險公司。同樣的，由於市場壓力，藍十字藍盾協會計劃、商業保險公司、和HMO提供的福利在許多方面都已趨於一致。一個例子是藍十字藍盾協會和商業保險公司所提供的PPO計劃，與HMO所提供的服務點（POS）計劃，都十分相似。但是，商業保險公司、藍十字藍盾協會，以及HMO在同一州，是受到不同的單位監管（例如，保險部監管保險公司，衛生部監管HMO）。如今商業保險公司通常設立HMO作為它們的子公司，而HMO則設立保險公司作為它們的子公司（HMO和保險公司兩者的執照不同）。傳統的賠償保險、HMO、和PPO之間的區別曾經非常明顯；如今在市場上運行的各種組織所提供的產品，看來都極為相似。
在行業同業公會的歷史中可看出來，不同類型的醫療保險之間的界限模糊。美國團體健康協會（Group Health Association of America）和美國管理式醫療與評論協會（American Managed Care and Review Association）是美國兩個主要的HMO行業協會。兩者合併後，它們被稱為美國衛生計劃協會（American Association of Health Plans，AAHP）。商業醫療保險公司的主要行業協會，是美國醫療保險協會（Health Insurance Association of America，HIAA）。AAHP和HIAA現已合併，被稱為美國健康保險計劃（America's Health Insurance Plans ，AHIP）。

### 醫療衛生市場和定價
從1990年代中期到2000年代中期的十年之間，領先的保險公司之間曾有400多次的合併，因此美國的醫療保險業是高度集中的市場。2000年，兩家最大的醫療保險公司（安泰人壽 和 聯合健康保險）的承保總人數為3,200萬。到2006年，排名前兩名的保險公司WellPoint（現稱 Anthem，屬藍十字藍盾協會旗下）和聯合健康保險的承保總人數達到6,700萬。兩家公司合併佔有全國商業醫療保險市場的36％。 美國醫學會表示，"長期以來，人們一直在關注統合之後的醫療保險市場，會對患者護理產生什麼樣的影響。"2018年，第一名的聯合健康保險的承保人數為4,950萬，第二名的Anthem的承保人數為4,020萬，兩者加總為8,970萬。
美國醫學會在2007年所作的研究發現，在被調查的313個市場中，有299個市場，其中單獨一家的醫療計劃就至少佔據HMO/PPO合併市場的30％。在90％的市場裡面，最大一家的保險公司控制著至少30％的市場，最大的一家保險公司在54%的大都會地區，控制超過50％的市場。美國司法部承認，像這樣的市場控制百分比，等於賦予保險公司對於醫生，具有實質的買方壟斷權力。
大多數醫療機構市場（尤其是醫院）也高度集中，因此保險公司通常沒有把哪些機構納入其網絡的選擇能力，因此也少有控制支付價格的談判能力。大型保險公司經常與醫療機構談判，同意大幅度提高費率，等於保證這些有壟斷能力的醫療機構去向其他的保險公司收取更高的費率。
根據諸如Uwe Reinhardt、 Sherry Glied、Megan Laugensen、邁克爾·波特和Elizabeth Teisberg等專家的看法，這種定價系統效率極低，並且是醫療衛生成本上升的主要原因。即使投入成本相當相似，美國的醫療衛生成本在計劃之間，和地理區域之間也差異甚大，並且都增長迅速。自1970年代以來，醫療衛生費用的增長速度，超過經濟增長速度。由於公共醫療保險計劃規模較大，通常具有較大的議價能力，並且通常會比私人計劃支付較少的費用，因此成本增長較緩和，但是醫療衛生價格的總體趨勢，同樣導致公共計劃的成本增長速度也加快。

## 其他類型的健康保險（非醫療）
公眾最常使用"health insurance"來表達覆蓋醫療費用的保險，而保險業更廣泛地使用這個名詞來涵蓋其他相關的覆蓋，例如失能（收入補助）和和長期護理保險。

### 失能保險
失能保險為因受傷或生病而無法工作的個人提供福利。當保單持有人在殘疾期間無法工作時，來自保險的補助代替損失的收入（與醫療費用保險不同，後者用於支付醫療費用）。對於大多數正值工作年齡的成年人，殘疾的風險大於早夭的風險，殘疾造成的終身收入的減少相當顯著。私人保險公司的失能保險既可用團體險方式出售，也可以出售給個人。保單可設計為覆蓋長期失能（LTD覆蓋）或短期失能（STD覆蓋）。企業主還可以購買營業費用失能保險，用以支付公司內少數主要人員失能期間的營業費用。
有一種為完全和永久失能的工作者所提供的基本的失能收入保護-社會安全失能保險（ SSDI），完全和永久失能的定義是（該工作者無能力從事任何"實質性的有酬工作"，並且預計失能會持續至少12個月，或者導致死亡）。

### 長期護理保險
長期護理（LTC）保險用於覆蓋因年齡、殘疾、或者慢性病引起的身體功能喪失，所產生的的長期護理服務的費用。LTC與長期失能保險在表面上有很多相似之處。但是，至少有兩個基本區別-LTC保單涵蓋某些類型的長期護理費用，而長期失能保單則彌補因投保人無法工作而造成的收入損失。對於LTC，觸發的事件是需要長期護理，而失能保險的觸發事件是無法工作。
私人保險公司提供的LTC保險在美國日漸普遍。近年來保費一直維持相對穩定。但是當消費者等到退休年齡才去購買的時候，費用會變得相當昂貴。 2005年，新購買者的平均年齡為61歲，並且購買者的年齡在下降中。

## 補充覆蓋
私人保險公司在團體市場和個人市場均提供各種補充保險。補充保險的目的不是為個人提供主要的醫療或失能保護，而是可以協助支付意外費用，並為受保人提供安全感。補充覆蓋包括Medicare補充保險、住院費用保險、牙科保險、視力保健保險、意外身故、和殘廢保險，以及特定疾病保險。
補充保險的目的是：
- 支付在基本醫療保險計劃中未包含的費用，或者支付基本醫療保險要求分攤的費用（例如，共付額，自負額等），來達到補充的目的;
- 支付相關費用，例如牙科或視力保健；
- 協助解決可能與嚴重疾病或傷害有關的額外費用。[24]

### Medicare補充保險（Medigap）
Medicare補充保險的目的是用於涵蓋"原始 Medicare"（即A部分和B部分）所未涵蓋（或僅部分覆蓋）的按服務付費的費用。這種保險僅適用於參加 Medicare A部分和 B部分的個人。在個人首次有資格獲得加入Medicare，在六個月開放期登記期內，可以按”有保證“ （即不詢問是否有既有身體狀況的問題）的方式購買這個計劃。 Medigap計劃所提供的福利是標準化的。

### 住院費用保險
住院費用保險提供被保險人住院期間，固定的每日、每週、或每月住院費用覆蓋。付款不僅限於實際的醫院費用，通常是以固定的金額表示。這種保險的福利除了支付住院費用外，還支付受保人的自付費用，和住院費用相關的其他費用，甚至是支付其他額外費用（例如，發生在住院期間的育兒費用） 。

#### 預定醫療保險計劃
預定醫療保險計劃是住院費用保險（Hospital indemnity insurance）計劃的擴展形式。近年來，這些計劃被稱為小型醫療計劃或協會計劃。這些計劃可為住院、外科手術、和醫師服務的福利提供覆蓋。但是它們並不是要用來取代傳統的綜合醫療保險計劃。預定醫療保險計劃更多是用來提供日常醫療衛生（例如去看醫生，或者購買處方藥）的基本保單，但是所提供的福利比較有限，並且無法覆蓋災難性事件。保險公司付款是根據計劃的"福利表"來施行，通常是直接支付給醫療機構。這種計劃的費用遠低於綜合醫療保險計劃。典型的預定醫療保險計劃的年度最高福利約在1,000美元到25,000美元之間。

### 牙科保險
牙科保險用來支付必要的牙科護理費用。少有醫療保險計劃包括有牙科費用的覆蓋。在美國，約有97％的牙科保險福利是透過保險公司專門針對這項覆蓋的保單（獨立保單和附屬保單）所提供。通常這些牙科保險計劃可提供全面的預防醫學福利。然而，主要的牙科費用，例如人造牙冠和根管治療僅被部分覆蓋。同樣的，如果受保人選擇一家保險公司網絡內的機構，則可享受較低的價格。另外還有折扣牙科計劃，參與者可以享受牙科治療的優惠價格。

### 視力保健保險
視力保健保險提供常規的眼科保健的保險，通常是補充其他醫療福利之用。保險福利的目的是鼓勵常規的眼科檢查，並確保有適當的治療。

### 重大疾病保險
重大疾病保險為一種或多種特定身體狀況提供覆蓋。福利可用於填補基本醫療保險計劃中的不足之處，例如共付額和自負額，或用於輔助其他費用，例如交通和育兒費用。

### 意外身故和殘廢保險（AD&D 保險）
AD＆D保險由團體保險公司提供，並在意外身故的情況下提供福利。當事故直接造成某些特定類型的人身傷害時（例如，肢體損害或視力喪失），也提供理賠。
- 保險公司的行政管理成本很高。[130]私人醫療保險公司是美國經濟的重要部分，直接僱用（2004年）近470,000人，平均每人年薪為61,409美元。[131]這個行業在2018僱用的人數為529,800人。[132]
- 醫療保險公司並未承保傳統保險，傳統保險公司是把社會的風險池集合起來，民眾購買"保險"，提供對於危害的保障。相反的，正如愛德華·貝瑟（英语：Edward Beiser）和雅各布·阿佩爾兩人分別指出，醫療保險公司被認為是低風險的資金管理人，他們賺的是放在長期醫療儲蓄帳戶存款的利息收入。[133][134]
- 根據贊成醫療衛生改革的組織於2010年2月11日發布的一項研究顯示，美國最大的五家醫療保險公司公佈的2009年利潤較2008年增長56％。這五家公司（Anthem、聯合健康保險、信諾、安泰人壽、Humana（英语：Humana））包攬大部分美國人的醫療保險。[135]在2018年，美國前五大醫療保險公司（依照市場佔有率）是聯合健康保險（14.2%）、Kaiser Foundation（8.5%，請參考凱薩醫療機構（英语：Kaiser Permanente））、Anthem（6.1%）、Humana（5.1%）和CVS健康（5.0%，CVS Health在2017年併入安泰人壽）。這五大的合併市場佔有率是38.9%。 [136]

## 外部連結
- Health Insurance | USA.gov （页面存档备份，存于）